# Auctarium Prosperi Havniense
Auctarium Prosperi Havniense of Continuatio Prosperi Havniensis, is een voortzetting van de Kronieken van Prosper van Aquitanië opgenomen in een manuscript in de Universiteit van Kopenhagen (Latijn: Havnia, vandaar Havniense); het kreeg deze benaming van Theodor Mommsen. Het manuscript is geschreven in het Latijn in Italië en bestrijkt de periodes 455-457 en 473-625. Het is een belangrijke bron voor het vroege Lombardische koninkrijk.

## Edities
- (la) Prosperi Aquitani Chronici continuator Havniensis. apud Weidmannos.
- Mommsen, Theodorus, ed. (1892). Prosperi Continuatio Havniensis (in Latin). Monumenta Germaniae Historica. Auctores antiquissimi. Chronica minora saec. IV.V.VI.VII. Vol. 9/1. Berolini: apud Weidmannos. pp. 266–271 and pp. 298–339.